# NGC 2351
NGC 2351 ist ein Offener Sternhaufen im Sternbild Monoceros mit einem scheinbaren Durchmesser von 4 Bogenminuten.
Das Objekt wurde am 9. März 1828 vom britischen Astronomen John Herschel entdeckt.